# アーマード・コア (架空の兵器)
アーマード・コア (Armored Core、AC) は、ゲーム『アーマード・コア』シリーズに登場する架空の汎用機動兵器の名称。

## 概要
コアと呼ばれる胴部を中心に頭部・腕部・脚部など各種のパーツを組み合わせて製作される機動兵器である。
メインのデザインは河森正治が担当。
その成立の経緯は『初代』・『2』系、『3』・『N』系、『4』系、『ACV』（系統については最下部のテンプレートを参照）の各世界ごとに異なるが、基本的にはACの前段階としてマッスル・トレーサー (Muscle Tracer, MT) と呼ばれる組み替え不能の人型作業機械および兵器が存在する。これを用途に応じて部位ごとに組み替え可能としたものとしてCMT (Cored MT) が登場し、さらにそれを兵器として発展させたものがACとされている。
機体の各部位をユニット化することにより高い汎用性を獲得しており、地形を選ぶことは基本的にはない。地球上に限らず、月面や宇宙ステーションなどの低重力や無重力地帯での作戦行動も可能となっている。腰の深さ程度なら浸水に対応でき、『4』系のACは水中に進入することもある。ただし、完全な水中活動には対応していないため、水没した場合は海底まで沈み、その後回収されることになる。
動力源は『ジェネレータ』としているが、燃料や何を発生させるのかは不明な作品が多い。なお『AC4』におけるノーマルACは燃料電池で駆動しているという設定があり、レイレナード社が同系統の技術の開発元とされる。また、初代『AC』系の世界においては水素タービンエンジンと呼ばれるものが実用化され、戦闘車両などに搭載されている。
初期のシリーズでは定義に不統一な部分が見られるが、『AC2』以降のシリーズではACは大企業の精鋭部隊や特殊部隊、レイヴンと呼ばれる傭兵が運用する兵器として扱われているケースが多い。一方でMTは廉価な機体から特殊な機能を持った高級機までバリエーションに富んでいるが、プレイヤーが操縦する機体としては登場しない。
ACの大きさはシリーズごとに異なる。『初代』から『MOA』では明確なサイズは規定されていないが、河森は「（コアが）戦車の砲塔ぐらいのサイズ」など、スタッフ間では『約6m』という数値が共有されていたことがうかがえる。なお、ゲーム中では演出の都合で場面によってスケール比が変化しており、ACの全高半分ほどもある自動販売機が登場するなどしている。『AC3』から『ACLR』では、平均的な二脚型で高さ約10mで、これは『ACLR』で明言されたもの。後の『AC4』の公式小説や『FTS』においても、10mという記述が見られる。『ACV』では初期の設定に近い約5mにサイズダウンがなされ、相対的に他の兵器（砲台や戦車）などの脅威が増した。しかし、後に発売された設定資料集では約7mとなっており、コトブキヤから発売された1/72のプラモデルも頭までの高さはこのサイズに近く、他の部位で見ると10m近くとなっている。
機動性に関しては、シリーズや機体の構成次第ではあるが、作中に登場する機動兵器の中でも高い水準にある。歩行移動でもほとんどのACは自動車と同程度であり、ブースターを用いたダッシュは時速200–600km程度の速度を発揮し、エネルギーが続く限り、短時間ながら飛行することもできる。また、後述するオーバードブースト (OB) やグライドブーストを用いることで、短時間ではあるが最大で時速1000km程度と通常のブーストダッシュを超える速度を出すこともできる。『AC4』のネクストは最高時速1000kmを超え、超音速域に達する事も可能。これらの機動を平面に縛られず、三次元において実現している点が、旧来の兵器と大きく異なっている。『ACV』ではブーストドライブ（壁蹴り）が追加され、周囲の障害物を利用して加速・上昇を行うことができる。一方でブースターによる上昇・飛行能力は他作品に比べ大きく制限され、ほとんど滞空する程度に留まる。
こういった陸戦兵器としては高い汎用性と三次元機動能力を持つACは、既存兵器にとって大きな脅威となっているが、『ACVI』に関しては強化人間の搭乗が前提の設計であり、通常の人間では性能を引き出せないため利用価値が下がっており、惑星封鎖機構のヘビー・キャバルリー (HC) やライト・キャバルリー (LC)、エクドロモイ（特定の高危険度対象排除に使用される特務機体）は常時飛行可能かつ高威力のエネルギー兵器を携行、ルビコン3の土着企業の1つであるBAWSが開発した四脚MTは火力や装甲面でACのそれを上回っている。

## パーツ
ACは以下のパーツによって構成される。シリーズが進むごとに基本パーツ以外のカテゴリも増える傾向にあったが、『AC4』や『ACV』において全面的な見直しが図られた。

### 必須パーツ
コア
ACの胴体に相当する中心パーツ。設定ではコクピットもこの中にあり、『LR』のムービーにおいて、ハッチは背中側にあることが確認されている。ただし形状は変化に富むため、全てのコアがそうとは断言できない。
『AC1』では初期装備を含め3種類と全パーツ中で最も選択肢が少なかったが、シリーズが進むにつれてバリエーションが増えていった。
各コアパーツはミサイル迎撃装置、オーバードブースト（OB、緊急用高出力ブースタ、初出は『AC2』）、イクシードオービット（EO、分離式自律兵器、初出は『AC3』）あるいはハンガーユニット（小型携行武器の格納庫、初出は『ACNX』。『ACV』に登場するものとは別）の内最低1つを装備する。なおEOはOBおよびハンガーユニットと併設されることは無いが、OBとハンガーユニットを併設するコアは存在する。
『AC2』系においてはコアの後部に補助兵装（インサイド）の収容スペースを持つが、『3』から『LR』までの作品においては肩部収納となっている。
『AC4』においてはOBが標準装備となっているのみならず、OBそれ自体が1つのパーツとして扱われている反面、EOは存在しない。また、『AC4』のOBはコジマ粒子を利用したものであるため、これを使用する場合、同じくコジマ粒子を使用するプライマルアーマーを一時的に減衰させるというデメリットを持つ。
『ACV』ではエネルギー伝達率というパラメータが新たに追加され、機体の機動力により大きく影響を与えるようになった。
『ACVI』では新たに設けられた「スタッガー」（機体が被弾することで蓄積する衝撃が許容値を超えた際に一時行動不能に陥る状態）システムの関係で、姿勢安定性のパラメータが追加されている。これはコアのみならず、後述の頭部および脚部にも個別に設定されている。なお、姿勢安定性は各種防御力の値とは比例関係にないため、必ずしも防御力の高いパーツで構成した機体であればスタッガーしにくいというわけではない。
頭部
外部の情報を分析する機能が集約されているほか、機体の安定性も司る。レーダー機能を備えるもの、生体センサーなどの特殊機能が付加されているものもある。概ね、多機能であればあるほど装甲は薄く、消費エネルギー量も多くなる傾向にあるが、同時に、重装甲であればあるほど重量も増す傾向にある。『fA』からカメラ機能が追加され、ロック性能に影響する。
機体の外見を大きく左右する部位であり、性能だけでなくビジュアル性を重視したパーツも存在する。
コンピューターボイスは『PSAC』においては "ROUGH"、"STANDARD"、"DETAILED" の3段階の区別のみだったが、『2』以降はこれに男声・女声の区別がされるようになった。『2』から『SL』までは各パーツごとに男声・女声が設定されていたが、『NX』からは、ミラージュ製は男声、クレスト製は女声に固定されている。
『NX』以降頭部コンピューターの機能が強化され、敵ACの詳細やそれへの対処法をプレイヤーに伝えるようになった。この機能は『4』では消滅し、オペレータが状況報告などを伝えるようになった。
『ACV』では従来のレーダーが廃止され、新たに新システム・スキャンモードに関連するパラメータが追加された。頭部コンピューターのボイスは頭部ごとに定められてはおらず、どの頭部を選んだとしても設定で任意に変えることができる。
『ACVI』においてはスキャン（上記『ACV』のスキャンモードとは別物であり、機体全周に放たれる機体探知機能）の持続時間やクールタイムなどのパラメータが頭部パーツによって設定されている。
頭部コンピューターのボイスを担当した声優としては、三石琴乃、田村ゆかり（『AC1』系）、堀川りょう（当時は堀川亮）、置鮎龍太郎、皆口裕子、山田みほ（当時は山田美穂）（『AC2』系）、堀内賢雄、千葉一伸、鷹森淑乃、平松晶子（『AC3』系）などが挙げられる。
腕部
人間の手同様の指を持ったマニピュレーターを有し、銃器やブレード等を装備可能な通常腕と、大型の火器やミサイルランチャーを直接胴体に取り付ける武器腕（特殊腕とも呼ばれた）の2種類がある。作品によっては、一部の通常腕が背部装備に干渉し、装備を妨げることもある。
PS版3作における通常腕は左腕にレーザーブレードを内蔵可能な仕様になっているが、それを除けば基本的に兵装類はマニピュレーターでのみ扱うことになる。『AC2』以降の通常腕にはマニピュレーターに加えて下腕部と肩部側面にハードポイントが2か所設置されている。前者はブレード（『2』以降は外装式）やシールド、一部射撃武装を装着可能であり、後者はエクステンション（後述）用のもの。さらに、『AC3』から『ACLR』までの機体においては、肩部にインサイドと呼ばれる補助兵装を搭載可能となっている。
なお武器腕の場合、『AC3』から『ACLR』では攻撃形態を2段階に分けることができる。『ACNX』から通常腕より低いものの武器腕にも防御力が付加されるようになったが、それ以前は武器腕の防御力は対実弾・対エネルギー弾とも皆無だった。
『ACV』では従来の武器腕や下腕部のハードポイントが廃止され、全ての武器をマニピュレーターで保持する。さらに両肩にはハンガーユニットの武器を懸架しておくことができる回転式のハードポイントが設けられ、武器のパージなしで戦闘中に持ち替えることができる。パーツによってはショルダーユニット（後述）を片側、あるいは両肩に装備できるものもある。
『ACVD』にて武器腕カテゴリが復活。マニピュレーターからの変形式であるため腕部武装と同時に装備することができ、全体的に同カテゴリの手持ち武器より攻撃の隙が少ない。ただし防御力が低く、ハンガーユニットやショルダーユニットを装備することができないというデメリットもある。
『ACVI』においては武器腕が非登場（2024年6月10日時点）であり、マニピュレーターのみとなっている。また、シナリオを進める過程で解放される「OSチューニング」機能による拡張機能の1つに「ウェポンハンガー」があり、これを解放することで、通常肩武器が配置される場所を使用して腕武器を携行することができるようになり、肩武器の使用にあたっているボタンを入力することで武器を持ち替えることができる。
初代から一貫した制限事項として、腕部は左右セットになっており別々な腕部を取り付けることはできないが、『PP』のOPムービーでは左右の腕部が異なる機体が登場する。
脚部
機体の挙動を決定付けるパーツであり、装備可能な重量から実際の戦略、戦術に至るまで、脚部が左右する部分は大きい。『ACV』ではブーストチャージと呼ぶブースターを利用した蹴り攻撃が可能になった。形状によりある程度カテゴリー分けがされており、主に下記の種類に大別される。
二脚
人間型の脚部。大きさ別に軽量・中量・重量の各型に細分され、パーツ数は全脚部中で最多を誇る。カテゴリ自体の性質は平均的で、他の脚部タイプほど突出してもいなければ大きな欠点もない。肩部キャノンを使用する際は射撃体勢をとる必要がある。『4』では構えなくとも発射ができるが、大きな反動により機体が硬直する場合がある。立ち止まってから発射すれば構えを取り、安定した射撃が可能。『ACV』では左脚にキャノン系武器使用時の構え動作と連動して展開する盾が装備されており、構え動作中は防御力が上昇するようになった。『ACVI』ではややイロモノ枠として、両脚部のふくらはぎあたりにスカートの様な構造を持ち、その内部に搭載したブースターを使用して常時フロート状態で移動することができる重量二脚パーツが登場する。
逆関節
鳥類の脚に似た形状の脚部。逆脚とも呼ばれる。ジャンプ力とEN効率に優れるが、積載量や装甲の面では人型二脚に劣る。作品によって旋回、安定性の得手不得手にはばらつきがある。人型二脚同様、肩部キャノンは構えなければ発射できない。『4』でも人型二脚の仕様と同様である。『ACV』ではジャンプ補助用の追加ブースタが装備されており、ブースト起動時には跳躍力が上昇するようになった。『ACVI』でも概ね過去作品と変わらないが、クイックブースト (QB) の際の機体の挙動が跳ねる様なものに変化する。
四脚
『AC2』以前はホバークラフトに似た移動方式でジャンプのみ可能だったが、『AC3』以降は四本の足を交互に移動させて歩くタイプに変更され、ブーストダッシュも可能になった。旋回に優れる上、二脚よりも比較的硬直が少なく、接地していれば移動中でも肩部キャノンを発射可能というメリットを持つ。反面、エネルギー消費が激しく、作品によっては一部の武器と併用できないというデメリットもある。『AC4』ではブースト加速時に変形して浮上する機能を有しており、後述するフロート脚の特徴を吸収している。『ACV』では接地状態でもキャノンを移動しながら撃てないが、後ろ足にキャノン系武器使用時の構え動作と連動し、地面に打ち込んで機体を安定させるアンカーが装備されており、安定性能が上昇するようになった。また、ブースト起動中の浮遊能力に優れる。『ACVI』では空中にいる際にジャンプに当てられているボタンを入力することで、ENを消費して空中に滞空・その高度を維持して移動できるようになった。滞空を解除するにはジャンプボタンを再度入力する。
タンク
キャタピラ型とホバー型に細分される。機動力は低いが、積載量と耐久性、安定性が高い。移動中のみならず空中でも肩部キャノンを発射できるが、作品によっては一部パーツと干渉する事がある。構造上ジャンプは不可能だが、ブースタを脚部に内蔵するため、装備する必要がない。『AC4』では格納装備に制限が無いという特徴もある。『ACV』ではキャノン系武器使用時の構えが不要で、非移動時は超信地旋回によって旋回速度が上昇するようになった。ジャンプができないためブーストドライブが使えず、高所に登るのは苦手。従来のホバータイプは廃止され、全てキャタピラとなっている。
フロート
『AC2』より登場した、地表を浮遊するタイプの脚部。地表での高速移動が可能なほか、水上でも沈まず移動可能。ただし長時間操作しなかった場合、待機状態となり水没する。二脚同様に肩部キャノンは接地して構えなければ使用できず、水上で構え動作を取ろうとすると沈む。タンクと同じくジャンプができないが、こちらも脚部にブースタを内蔵している。
『AC4』においては四脚の可変機構として統合されており、カテゴリからは消滅したが、水上戦用ノーマルACには装備する機体が存在する。『ACV』では完全に廃止された。なお、『AC4』以降はオートブースト機能をONにすることで自動的にブーストを行い、沈むことなく水上を移動できる。『ACVI』では登録形式こそタンクであるものの、浮遊移動を主にした脚部が登場している。
ジェネレータ
機体のエネルギーを生み出すパーツ。パーツを駆動するためのエネルギーを発生させ、余剰分はコンデンサに蓄積されてブースタやエネルギー兵器に用いられる。
パーツにより、出力が大きいが極端に重い、コンデンサ容量が大きいなど特徴が異なる。
ジェネレータが生み出している動力が何であるかや、その出力単位に関しては不明
ブースタ
主にコアの背面に設置され、ダッシュ（ACの場合は滑走）や飛行を行うことができるパーツ。推進力と消費エネルギーは基本的に比例する。ただし、ブースタ自体に重量があるが推進力・消費ともに優れるパーツや、重量機種と比較すると効率でやや劣るが軽量なパーツなど、ブースタ自体の重量に基づく上下互換も作品によっては存在する。
タンクとフロートでは脚部に内蔵されているため、機体構築画面で装備の選択肢に含まれない。内蔵ブースタは『NX』以降に登場したチューニングができないという欠点がある。
『AC4』ではメイン・サイド・バック・オーバードの四種に細分化されている。
『ACV』ではハイブースト出力およびハイブースト消費ENがブーストドライブやグライドブースト（一時的な加速）の速度、消費ENにも影響する。
『ACVI』ではブースターの部位ごとの細分化が全て省略され、背部ブースターのみが選択可能となった。その他機体各部に搭載されたブースターは、背部ブースターのパラメータによって性能が決定される。また、パーツによってブースターの配置や数が異なる。
ジェネレータと同様に推力の単位は不明。
ラジエータ
機体を冷却するためのパーツ。AC自身、特にジェネレータから発せられる熱を放熱するほか、被弾による過熱を軽減する。『AC2』にて機体温度の概念とともに登場。『AC1』系と『AC4』系には登場しない。『ACV』にも登場しないが、コアに熱耐性というパラメータが新たに追加された。
『ACVI』では熱パラメータと共に一切が廃止された。
FCS (Fire Control System)
武器を使用する際、ロックオンを可能にするパーツ。遠くまでロックオンすることができるものや、より多くの敵にロックオンできるもの、ロックオン距離は短いが範囲は広いもの等、目的に合わせた多種多様なものがある。『NX』以降、機体の耐ECM性能にも影響を及ぼすようになった。『4』ではレーダー機能も備える。『ACV』では簡易砲台を設置するセントリーガン、および敵機の性能を低下させるジャマーの同時制御数を決定付けるようになった。『ACVI』では近・中・遠距離それぞれのロックオン性能に関して個別でパラメータが割り振られており、さらにミサイル兵装の誘導補正性能や、マルチロックの際の精度もFCSによって左右される。

### 任意のパーツ
インサイド
『AC2』系ではコア後方に、『AC3』以降では肩内部に装備される補助武装。デコイやECM発生装置など補助装備のほか、地雷や空中機雷の発射装置も含まれる。『AC1』、『AC4』系には登場せず。『AC4』ではエクステンション同様に肩武器として吸収されている。
『ACV』ではショルダーユニットと名称を改められた。全て肩部のハッチ内に格納する形式をとっており、腕部によって搭載できる位置や数が決まっている。従来の肩（背中）武器の代表格であったミサイルやロケットの攻撃兵装に加え、機雷やステルス（オプティカルチャフと改名）などの補助兵装が存在。
『ACVI』では一切が廃止された。
エクステンション
腕部の肩側面に装備される補助装置。補助ブースタ、連動ミサイル、迎撃ミサイル、追加装甲、エネルギーパック（通称電池）など。作品によっては緊急冷却装置やステルスユニットなども存在する。登場が『AC2』以降のため、『AC1』系には存在しない。
『AC4』ではインサイド系の補助兵装を統合しており、名称も肩武器に変更されている。補助ブースタ系に関しては、クイックブーストの採用により標準装備化されているが、『fA』では背中武器、肩武器として追加ブースタが再登場した。
『ACVI』では一切が廃止された。
右肩/左肩武装
コアの腕部より後ろ側にあるハードポイントに装備される武装。ミサイル、ロケットランチャー、キャノンなどの各種重火器のほか、レーダーなどがある。機関砲や大型グレネードランチャーといった実弾兵器のほか、レーザーやプラズマを用いたエネルギー兵器もあり、両肩を占有する大型の物も存在する。武装以外に補助ブースタやステルスユニット、追加弾倉なども装備可能。
1つのパーツを左右どちらにも装備できたが、『NX』以降では、右（左）肩専用になり、それぞれ別に入手する必要がある。『AC4』では背中武器に名称が変更されている。
『ACV』では廃止。ただし後述のオーバードウェポンのハードポイントは背中に存在する。
『ACVI』では復活し、防御用兵装としてパルスシールドが装備可能になった（ただし左肩武器限定であり、手に持つものは存在しない）。
右手武装
各種ライフルやマシンガン、ショットガン、ハンドガン、バズーカなどの火器に加え、小型のグレネードランチャー、エネルギー兵器、射突型ブレード（パイルバンカー）等がある。
『AC4』では左右の区別が撤廃され、全て腕武器として統合されている。従って、同じ火器の両手二丁持ちや、左手専用だったレーザーブレードを両腕に装備することも可能となっている。
『ACV』ではアームユニットと名称を改められ、肩（背中）武器の廃止によって合計四つのアームユニットを搭載できる。予備のアームユニットはハンガーユニットと呼ばれ、肩部のハードポイントで懸架される。『AC4』と同様左右の区別は撤廃されている。従来のシリーズとは異なり同じ武器を複数購入することができ、四つ全てを同じ武器にして出撃することも可能。
『ACVI』においては左右の区別が復活、それに伴いパイルバンカーやパルスブレード、レーザーランスといった近接格闘兵装の全ては左手のみに装備可能となった。
左手武装
『AC1』系では接近戦用のレーザーブレードのみであった。シリーズが進むにつれ、シールド（エネルギーあるいは実体による追加装甲）や左手専用の銃器が追加され、最終的に一部の右手用火器と同じ系統の物も装備できるようになっている。
『AC4』では右手武装の項目にある通り、左右の区別が撤廃されている。そのため、旧作では右手専用だった射突型ブレードも装備可能。『AC3』系の射突型ブレードには特定の条件や操作を行う事で発動した状態を維持し続けるというバグが存在しており、『とっつき』と呼ばれている。
オプショナルパーツ
コア内部のスロットに装着する補助パーツ。レーダーにミサイル表示機能を付加するもののような機能付加型、旋回性能を向上させるもののようなパラメータ向上型など多彩な種類がある。他のパーツとは異なり、重量や消費エネルギーといった概念がなく、基本的にマイナスの効果を及ぼすことはない。『AC4』以降には登場しない代わりに、パーツそのものの能力を向上できるTUNEという設定が新設された。『ACV』ではショップにてパーツ購入時アームユニットに限りチューンを行うことができ、武器を使い続けることによって変化する性能の傾向を決められるようになった。『ACVI』において「コア拡張機能」として登場、溜めの後に機体全周にパルス属性の攻撃を放つ「アサルトアーマー」、自機をすっぽりと覆うようなパルス属性のシールドを展開する「パルスアーマー」、耐久限界か制限時間までパルス属性の球型シールドをその場に展開できる「パルスプロテクション」、自機の耐久限界（APが0になる寸前、AP1の状態）になると自動的に発動、耐久限界か制限時間までパルスアーマーを展開する「ターミナルアーマー」の四種が存在する（2024年1月29日時点）。これらはどれか1つのみが装備可能である。
スタビライザー
『AC4』系にのみ登場したカテゴリ。機体の特定部分に装着できる補助パーツ。装着した部位によって機体の重心バランスを変化させ、特定方向へのブースト速度や、旋回速度、機体の安定性に影響を及ぼす。また、機体にオリジナリティを持たせるための装飾品としての意味合いも強い。
オーバードウェポン
『ACV』系にのみ登場したカテゴリ。AC本来の規格を完全に無視して製造されたイレギュラーな兵器であり、使用時は背面に装備されたオーバードウェポンが展開しながらACにハッキングをかけ、システムに強引に接続するためシステム障害や機体へのダメージが発生する。攻撃が多段ヒットする性質を持っており、まともに当てればどんなACでも一撃で破壊することができる威力を秘めているが、1回の出撃で一度しか起動できず、装備しているとハンガーユニットを装備できない、使用後に機能不全を起こす、一部は起動時に強制的に片方の腕を分離するため、使用後に一部武器が使用できなくなるというデメリットが存在する。

## ACの種類

### u-AC
u-AC (Unmanned type AC) とは、『アーマード・コア フォーミュラフロント』にて登場する無人型AC。
メカニカルバトルグランプリ「フォーミュラフロント」にて用いられるいわば競技用ACである。u-ACのみの概念として、AI（人工知能）の存在が挙げられる。ゲーム上では基本的なルーチンは固定されているが、プレイヤーは性格付けと「オペレーションチップ」という時間ごとの行動を指示するパーツとでカスタマイズすることができる。また、このシステムのため、頭部のパラメータに"AIキャパシティ"（AIのPERFORMANCEに割り振ることのできる最大値）が追加されている。その反面、生体反応センサーやオートマップ機能、暗視スコープなど、プレイヤーによる操作を前提とした機能は削除されている。

### ネクスト
『AC4』においては既存のAC（従来作品のACとは異なる）をノーマルと位置付け、プレイヤー機を含めたごく少数のハイエンド機をネクストと呼称する。ネクストはコジマ粒子を利用したバリア「プライマルアーマー」や前後左右への急速機動を行う「クイックブースト」等によって裏打ちされた高い戦闘能力を誇るため、企業の権力の象徴としても扱われる。
操縦系統
ネクストは従来機とは異なり、搭乗者（リンクス）の脳と機体の統合制御体を直結させるシステムAMS (Allegory-Manipulate-System) を採用している。これによってネクストはノーマルと比較して極めて高い反応速度や制御能力を得ることとなった。ネクストを稼働させる上でAMSとリンクスの意義は非常に大きく、AMSなしでの操縦には「極めて統制のとれた十数人のチームが必要」とまで言われる。
しかし、脳に電気信号を流すという性質上、人体にかなりの負担を強いるものとなっている。さらに、流し込まれた電気信号を情報として処理できるか否かもほとんど個人の先天的な才覚に依存し、訓練などによる後天的な獲得は不可能であるため、AMSの適性を有する者＝リンクスたる資格を持つ者の数自体が少なく、一種の天才として扱われる状態になっている。
クイックブーストはネクストの桁外れのエネルギー供給とAMSによる高精度制御を利用し、前後左右への瞬間的な高速移動を可能とするもの。
AMSに関しては、コロニー・アナトリアの技術流出先であるコロニー・アスピナのアスピナ機関が最先端技術を有するとされる。
コジマ技術の利用
コジマ粒子と呼ばれる新発見の物質を用いた技術で、プライマルアーマー、オーバードブーストなど、ネクスト特有の機能に利用されている。
プライマルアーマー (PA) は機体周辺にコジマ粒子を安定還流させることで一種のバリアとするものであり、小口径弾程度ならば無力化することが可能となっている。ただし貫通性の高い火器やレーザー系兵器に対しては比較的効果が薄い。リンクス戦争の後には安定還流させているコジマ粒子を攻撃に転用するアサルトアーマー (AA) が実用化された。
オーバードブーストは『2』以降の全作品に登場しているが、ネクストのそれはコジマ技術を応用したという設定となっており、使用時にはOBに優先的にコジマ粒子が回されるため、PAが減衰していくという欠点を持つ。
いずれにせよ、コジマ粒子の性質上、PA、OBはいずれも環境汚染を引き起こすのが共通する欠点で、人間の居住地付近では使用が制限されることもある。クイックブーストに関しても若干量のコジマ粒子を飛散させる。
このAMS技術とコジマ技術の利用がネクストがノーマル以下の従来型兵器と一線を画する所以であるが、どちらも「実働可能なAMS適性保有者の稀少さ」と「コジマ粒子による環境汚染」という問題点を抱えている。
ゲームシステム上はブレードを両腕に装備可能となった点や武装変更方式の変更、ロックオンシステムの変更などが主な変化となる。PAが減衰したりPAを展開していないネクストACは、数値上3万–5万という従来作品の5–6倍のアーマーポイント（AP、耐久数値）を持つにもかかわらず、短時間で大きなダメージを受けるなど、ネクストは戦力の大半をコジマ技術に依存している。
『AC4』における兵器には戦闘ヘリやMBTなどの従来型兵器群と企業やコロニー守備用の量産型ノーマルなどがあるが、ネクストともノーマルとも違うレイヴン用ACも一応は存在するとされている。しかしネクストの誕生により、AMS適性の無いレイヴンは戦力価値が大きく低下している。それでも、腕の立つレイヴンは対費用効果などでネクストを使うほどではない戦場や作戦に駆り出されている。

### UNAC
(UNmanned Armored Core) は、『ACVD』に登場する無人AC。ユーナックと読む。
機体そのものはプレイヤーが使用する有人機と同等のパーツによって構成されているが、コアにパイロットの代わりに物理ユニットを内蔵。フォーミュラ・ブレインというプログラムを介して制御される。
劇中では「財団」の主力商品として三大勢力を中心に広く普及しており、物量を武器とした複数機による比較的シンプルな思考の統制されたAC戦力として運用されている。ストーリーミッションでは敵味方問わず3–5機の編成で運用されているが、場合によってはこれを上回る数のUNACの大部隊と交戦することもある。
ストーリーを進めることでプレイヤーにも1機が貸与され、傭兵斡旋組織「サインズ」がプリセットしたUNACの雇用も可能になる。
多彩なオペレーションチップを組み合わせることで、膨大なパターンのAIを構築可能。前衛から支援機まで、あらゆる機体を作り出すことができる。

### 特殊AC
シリーズ中にはプレイヤーが使用することのできない特殊機体およびAC用パーツが存在する。多くが企業によるワンオフ機や、旧世代の遺物などとなっている。
CHAOS
CHAOS (Chrome Hyper Automatic Operation System) シリーズは初代『AC』においてクロームが開発した無人ACであるが、その形状はプレイヤーが使用可能なACのそれとは大きくかけ離れたものとなっている。
ムラクモの高性能機に対抗するために開発された機体であり、無人機という機体特性上、パイロットの肉体的限界を考慮する必要がない事から、通常のACを上回る機動性能を有する。『人間狩猟機』(Menschenjäger) という別名を持つ。
ハリアー
CHAOSシリーズの量産型。固定武装としてパルスライフルを腕部に内蔵している。また各接続部にミサイルポッド等の追加武装を施す事が可能である。
ハンター
CHAOSシリーズの上位機種。有人機における指揮官機的位置づけであり、ハンター1機でハリアーを10機前後管制できる。基本構造は変わらないものの、固定武装がプラズマライフルに強化されている。
ムラクモ製量産型AC
初代『AC』および『ACPP』に登場したムラクモ製ACは、プレイヤーが使用することのできないCOM限定の機体である。機体の詳細は以下の通り。
有明（アリアケ）
ムラクモ製量産型ACの基本形。避弾経始を重視しており、装甲厚はそれほどではない。軽装備であり、警備用とされる。
『ACPP』にてスミカが搭乗した“コーラルスター”もこの機種である。
陽炎（カゲロウ）
特殊任務用の高機動型。非正規作戦に投入される事も多く、全ての部品から出所を表すものは抹消されている。
『ACNX』にて再登場を果たすが、肩部装甲など、一部のデザインが変更されている。
狭霧（サギリ）
背部にミサイルポッドを装備したタイプ。武装・装甲ともに強化されており、積極的な戦闘を目的としている。
不知火（シラヌイ）
肩部や脚部に爆発反応装甲を施し、ジェネレータの強化などを行った重装甲・大出力タイプ。
ただし、この増加装甲を複合装甲とする記述もある。

クローム高級量産型AC
『ACPP』にてスティンガーが搭乗したヴィクセンおよびそのベース機であるヴェノムは、プレイヤーが使用することができない。ヴェノムは設定のみの存在で、ゲーム中にも登場しない。ヴィクセン用のパーツは『NX』でリメイクされ、そちらは使用可能。
詳細は以下の通り。
ヴェノム
汎用コアを中心に構成された軽量2脚型AC。平面のみで構成された装甲と極端に長い腕部が特徴。マニピュレーターは4本指であり、小指が省略されている。
ヴィクセン
ヴェノムをベースとして開発された機体。本来はクローム内部のエリート部隊のみに配備されている機体だが、作中にはスティンガーが搭乗した機体のみが登場する。
『ACPP』版設定では、固定武装として胸部にプラズマキャノンを有し、グレネードランチャー付きの20mmマシンガンとプラズマトーチを2本内装したシールドを携行する。ただし、実際のゲームにおいて登場する際はバースト式のレーザーライフルを装備しており、プラズマキャノンも使用していない。
『AC2AA』の隠しボスとしても登場し、この際も20mmマシンガンではなく3点バースト式のレーザーライフルだが、バレル下部にグレネードランチャーが追加されている。プラズマキャノンは拡散するタイプとなっている。
『ACNX』においては通常のACの1アセンブルとして位置づけられているため、構成する各パーツを自機に使用することが可能。デザインも若干変更されたほか、ゲームシステムの関係上、幾つかの装備が省略されている。

ナインボール
『AC』、『ACMOA』、『AC2AA』に登場する無人の二脚型兵器。外観はおろかコクピットすら通常のACと同じものが備わっているが、実態はAIチップで操作されるロボット兵器であり、ACとは似て非なるものである。謎多きトップランカーを隠れ蓑にしたレイヴンズ・ネストの実質的な直接戦力であり、影響力の大きくなりすぎたレイヴンや企業、ネストの実態を探ろうとする人間などに対する実行力として運用されている。
外見はプレイヤーが入手できるパーツと同じだが、性能の設定値は独自であるため同じ動きはできない。
武装も同じ外見の物があるが、連射速度が遥かに早くなっている。
ナインボール（ナインブレイカー版）
『ACNB』にて登場する「ナインボールを再現した」AC。基本的な武装は従来のナインボールと同じだが、パルスライフルが、リニアライフルに変更されている。『NB』はあくまで「プレイヤーの技術向上のため」のゲームであり、従来のナインボールの様に「イレギュラーの抹殺」を行わない。プレイヤーが課されたトレーニングを全てこなした時に現われる、いわば「プログラムの最終目標」である。なお、エンブレムは微妙にビジュアル化されている。
同じアセンブル、カラーリングのAC「ベイビーズブレス」という機体が『ACLR』に登場する。
ナインボール・セラフ
『ACMOA』に登場する無人の二脚型特殊AC。ナインボールの上位機種にあたり、ナインボールでは対応が困難な存在=イレギュラーの粛正に投入される。背部の大型ブースターユニットが特徴で、飛行形態への可変機構を有する。パルスキャノンやミサイル、レーザーブレードを装備しており、高威力のブレード光波を放つことも可能。
『AC2AA』ではストーリークリア後に戦える隠しボスとして登場。外見や武装など、過去作と遜色なく再現されている。
同社が開発したPS3ゲーム『Another Century's Episode:R』の隠しボスとしても登場し、特定の隠しミッションのみプレイヤーが操作できる。このセラフはV.I.シリーズにてリファインされた外見を元にしており、両肩（エクステンションの位置）に追加パーツを装備するほか、搭載する武装も従来のものに加え、光学迷彩 (ECM)、オービットキャノン、さらには『AC4』『ACfA』に登場するプライマルアーマー、アサルトキャノンなどのコジマ兵器が追加されている。
セラフとは熾天使の意。
飛行形態へと複雑な変形をするACはシリーズを通してナインボール・セラフ以外に登場していない。
デザインは『AC4』でメインのメカデザイナーを担当する可児裕行。
BLACK ONE（アナザー・セラフ）
小説『ARMORED CORE BRAVE NEW WORLD』に登場する黒いナインボール・セラフ。作中では「BLACK UNKNOWN」と呼ばれる。
作中には「ドラコーン計画」指揮官機として開発された機体である。
なお、『Another Century's Episode:R』では同機は隠し敵「量産型ナインボール・セラフ」として登場。前述のナインボール・セラフと同じ追加武装が追加されている。

I-C003-IN
『AC3SL』に登場する無人の重量二脚型AC。サイレントラインに近づくものを無差別に攻撃するようプログラムされている。左腕のブレード、背部のグレネードとデュアルミサイルのほか、右腕には大型プラズマキャノンを装備しており、発砲時には両腕で保持したそれからプラズマ弾を5連射する。
I-CFFF-SERRE
『AC3SL』にて登場する二脚型兵器。サイレントラインの管理者「IBIS」を守護する無人AC。右腕のプラズマライフル、左腕のレーザーブレード、背面のレーザーユニットを装備する。ある程度のダメージを受けるとレーザーユニットを放棄して高速機動形態に移行する。メッセージ中に『XA-26483』というコードが出るが、I-CFFF-SERREの事を指すのか管理者の事を指すのか、あるいは他の何かを指すのか、定かではない。
RUSYANA
『ACNX』にてキサラギが独自に開発した2脚型AC。コアパーツ"RAKAN"以外はプレイヤーが使用することはできない。頭部パーツのみバグで出現させることはできるが、ミッションなどで使用することは不可能。
腕部はパルスキャノンの武器腕であり、ホバークラフト状の機能を持った脚部は通常の人型2脚パーツと異なり、フロート脚部のように浮遊して移動する機能を持つ。名称は盧遮那仏に由来する。
UNKNOWN（アーマード・コア型）
『ACNX』に登場する軽量二脚型の自律戦闘兵器。ナービスが発掘し、キサラギ内部の強硬派が起動させた新資源に関連する施設の破壊を請け負ったプレーヤーが戦うことになる。背中にキャノン砲を装備し、砲撃形態への変形機構を持つ。
ミナーヴァ
公式小説『ARMORED CORE FORT TOWER SONG』に登場する機体。
テキスタン連邦共和国の要塞都市、パスカに存在した旧世代の技術を用いた機体であり、同都市の守備隊主導で開発された。
軽量二脚型の機体で、コア前面にセンサー類を集約させる設計のため頭部は無く、胴体前方が大きく張り出している。このほか華奢な手足やテールスタビライザーの存在など、他作品に登場する機体と比較しても異彩を放つデザインが特徴。
T0・T1・T2・T3と呼ばれる試作型と、それらの実験データを参考に各試作機の特殊機能を全て搭載した完成型が存在し、専用に開発された軽量タイプのライフルが用意されている。
T0
各部パーツの動作テスト用の機体。他のミナーヴァとは異なり、特殊装備の類は搭載されておらず、性能面では通常のACとさほど変わらない。
T1
対電子機器兵器『フリッカーシステム』およびカイルスフィールドディスチャージャー搭載機。
フリッカーシステムは電磁波、熱、光学、音響その他のセンサーを無力化する機能を持つが、接触型の集音マイクなど単純な構造のものは欺瞞できず、使用時には高熱が発生してしまう。カイルスフィールドは一種のナノマシンであり、機体の防壁となるほか、フリッカーシステムの発する高熱の冷却にも利用される。
カイルスフィールドディスチャージャーは本作と同様の世界で展開される漫画作品『ARMORED CORE TOWER CITY BLADE』においても登場する。
T2
新型複合センサー搭載機。
センサーの性能はフリッカーシステムで無力化できる程度。
T3
超演算プロセッサ搭載機。作中には名前のみが登場する。
超演算プロセッサは非常に高度なレベルで戦術的な予測を行うもので、殆ど予知能力にも等しい性能を持つ。ただし、この装置を使用している際は膨大な熱量を放出するため、冷却用のカイルスフィールドの消耗が著しいものとなる。
なお、超演算プロセッサは本作と同様の世界設定で展開される漫画作品『ARMORED CORE TOWER CITY BLADE』においても登場する。
完成型
T1からT3の機能を全て搭載したモデル。コア部分に収納しきれなかったセンサー類を搭載するため、このタイプのみ頭部を有する。

パルヴァライザー
『ACLR』に登場する自律戦闘兵器。バーテックス拠点であるサークシティ最下層部のインターネサインで製造され、無差別破壊行動を行う。その際の戦闘データはインターネサインに送られ、そこから新たな戦術を学習していくという、無人兵器の1つの究極系でもある。
劇中では四脚型、タンク型、二脚型、フロート型、飛行型、飛行型最終形態の６形態が製造され、全機共通して両碗にロングブレード、両肩にはレーザーキャノンを装備し、最終形態のみホーミングレーザーや『AC4』のプライマルアーマーを思わせるシールドも用いる。パルヴァライザーは「粉砕するもの」という意味。

00-ARETHA（プロトタイプネクスト）
『AC4』および『ACfA』に登場するレイレナード製試作型ネクスト。『fA』においてはORCA旅団で運用された。イェルネフェルト教授が遺した設計図を基にして開発されている。
通常のネクストより一回り大きい機体であり、コア上部と一体化した頭部、異様に長い腕部など、異質な特徴を有する。
五連装ガトリングガンとコジマキャノンで武装し、ネクストACを遥かに上回るクイックブースト能力を持つ。また『fA』のアサルトアーマーとよく似た、大規模な爆発を起こすことがある。
『AC4』ではラスボスで、ジョシュア・オブライエンが乗り込んでプレイヤーに戦いを挑んできた。
クイックブーストは「テレポート」と称されるほどの超高速機動を発揮し、装備された武装はいずれも高い攻撃力を有している。しかし、高速機動は人間の限界を遥かに超える高Gをパイロットに与え、更に武装や機動力は周辺に深刻なコジマ汚染を引き起こしている。このため、イェルネフェルト教授の手で試作機は破壊されたが、設計図が密かにレイレナードの手に渡っていた。

N-WGIX/v
『ACVD』に登場する大型兵器。搭乗者は死神部隊部隊長J。出撃時に大型の追加ブースターを装着しており、この状態では航空機のようなシルエットとなる。
特徴として特殊な緑色の粒子を用いたジェネレータを搭載していることが挙げられ、これによって莫大な出力を発揮すると共に同粒子を機体周辺に滞留させることで強靭な防御力を発揮している。なお、この粒子については周囲の環境に対する強度の有害性が確認されている。
特殊なカスタマイズが為されたと思われる高性能なジェネレータを搭載しており、内部の粒子を高密度に爆縮・開放することで、瞬間的に巨大なエネルギーを取り出すことができる。これを推進力に変換することで、常識外の加速を可能にしている。
また同エネルギーを敵となる対象に向かって放出し、武器として用いることも可能である。
第一戦では積極的な突撃で“謎の爆発攻撃による短期決戦”をしかけてくるが、それで隙を突かれてダメージを被ると、第二戦では機体のオペレーションをパターン2に移行させ、“スリップダメージによるAP切れを狙った引き撃ち”に作戦を変更してくる。
大きさも5m（もしくは7m）と設定されたVシリーズACの倍くらいあり、その姿は『ACfa』に登場した看板機体、ホワイト・グリントに酷似している。

AAP-07 BALTEUS
『ACVI』に登場する『惑星封鎖機構 (PCA)』の特務機体。ACと似たような人型の機体が大型のバックユニットを背負った形をとっている。交戦時にはバックパック側面および上面からミサイルプロジェクターが伸び、機体前方にあるコネクターと接続される。変形時にパルスアーマーを展開、戦闘開始直後に大量のミサイルをばら撒いてくる。この機体は前述の大量のミサイルに加え、大口径グレネードランチャーやマシンガンを備えており、バックユニットに搭載した大型ブースターによって高速機動も可能である。一定時間が経過するかHPがある閾値を下回ると、アサルトアーマーを発動して広範囲高威力高衝撃力の攻撃を行う。この際にパルスアーマーも再展開される。再展開後には、火炎を噴射してブレードとして扱う攻撃や、それに伴って地面にDOTフィールドを生成する。
『ACVI』における火炎系の攻撃にはデバフ効果が付随しており、喰らうたびに「ACS ANOMARY」というゲージが上昇していく。このゲージの度合いに比例して自機の衝撃値が溜まりやすくなり、スタッガーしやすくなってしまう。パルスアーマーを削り切ると確実にスタッガーを取ることができるので、そこが隙となる。なお一部ボスなどとは違い、撃破後も機体の残骸が（火を吹いてこそいるものの）残る。

AAS-02 KATAPHRACT
『ACVI』に登場する『惑星封鎖機構』の特務機体。ルビコン解放戦線曰く、封鎖機構の兵器の中で「地上最強」と言われるほどの制圧力を誇る。
履帯で機動を行うにもかかわらず、機体下部に伸びた足状の構造に履帯がついているため、一瞬でこそあるが跳躍も可能としており、武装も相まって慣れるまでは幾度となくAPを溶かしかねない相手。武装は機体前部に装備したマシンガンと肩部連装ミサイルランチャー、そして拡散/収束を切り替え可能なレーザー砲。装甲も堅牢で、側面および後方からは一切の攻撃を受け付けないが、前方のみ空いている場所があり、そこにコアとなるMTが首から上を天井にめり込ませたような様子で配置してある。ここを狙えば簡単に攻撃が通るため、コツを掴めばミッションを金策とすることができる。

ENFORCER
『ACVI』に登場する『惑星封鎖機構』の無人機体。初登場時はBAWSの4脚MTを一回りほど大きくしたようなサイズで現れる。
レーザーとミサイルの弾幕を張ってくるが、近づくとすぐに通路奥に引っ込んでいってしまう。追跡するために通路を通っていくと、通路奥から太いレーザーを1発こちらに寄越してすぐに封鎖ハッチを閉じてしまう。この後、侵入施設の最深部で再び相見えた際には、危険因子と認定されたために人型に変形して排除を試みてくる。武装は先程から撃ってきたレーザーとミサイル、レーザーによる刺突、パルスマシンガンである。また、シールドを装備しているために防御面もカバーしてある。どの攻撃もモーションが若干重めであるものの速度自体は早く、クイックブーストに至っては移動距離も長いため、適当なバズーカなどの攻撃は回避されてしまうどころか手痛い反撃を受けることとなる。
近接攻撃は上空に対応していないため、浮いていればあとはミサイルとレーザー、パルスマシンガンに対策すれば良い。ミサイル以外は全てEN属性攻撃のため、EN耐性の高いアセンブルが好ましい。一定の閾値までHPを削るとリミッターが解除され、地面を叩きつけて範囲攻撃をしてくるが、地面を這う衝撃波で攻撃という形のため浮いていれば当たらない。ただしその後振ってくるブレードは若干だが対空性能を備えているため注意する必要がある。

## MT
AC普及後を描いた作中の時代においても、戦闘用MTも（作品により幅があるが）、おおよそより軽量・低位で個体性能に劣るが安価な、ゲーム上ではザコ敵の位置づけで多く登場する。場合によっては、ACの共通規格の範疇を超える高火力や重装甲の機体でMTに区分されるものもある。
換装機能が無いため頭・腕・下半身というパーツ構成に拠らず、頭部が無かったり、より以上に異形なデザインもある一方、武装や腕部など部分的にACのパーツを使用し、外観や性能面でも近似する機体もあり、ある意味AC以上にそのありようは多彩である。『ACVI』のBAWS製4脚MTはわかりやすくACより巨大（最も大きいタンクパーツですらそのサイズには劣る）であり、ミッション『壁越え』で出現する同個体は六連グレネードランチャーを装備、軽型ACは1発被弾するだけでスタッガーと共にAPをごっそり削られることとなる。